# Jaen, Nueva Ecija
Jaen là một đô thị hạng 3 ở tỉnh Nueva Ecija, Philippines. Theo điều tra dân số năm 2007, đô thị này có dân số 63,474 người trong 11.472 hộ. 

## Barangay
Jaen được chia thành 27 barangay.
| - Calabasa - Dampulan (Pob.) - Hilera - Imbunia - Imelda Pob. (Doña Aurora) - Lambakin - Langla - Magsalisi - Malabon-Kaingin - Marawa - Don Mariano Marcos (Pob.) - San Josef (Navao) - Niyugan - Pamacpacan | - Pakol - Pinanggaan - Ulanin-Pitak - Putlod - Ocampo-Rivera District (Pob.) - San Jose - San Pablo - San Roque - San Vicente - Santa Rita - Santo Tomas North - Santo Tomas South - Sapang |